# Drenthe van A tot Z

## A
A28 -
A37 -
Aa en Hunze -
Aalden -

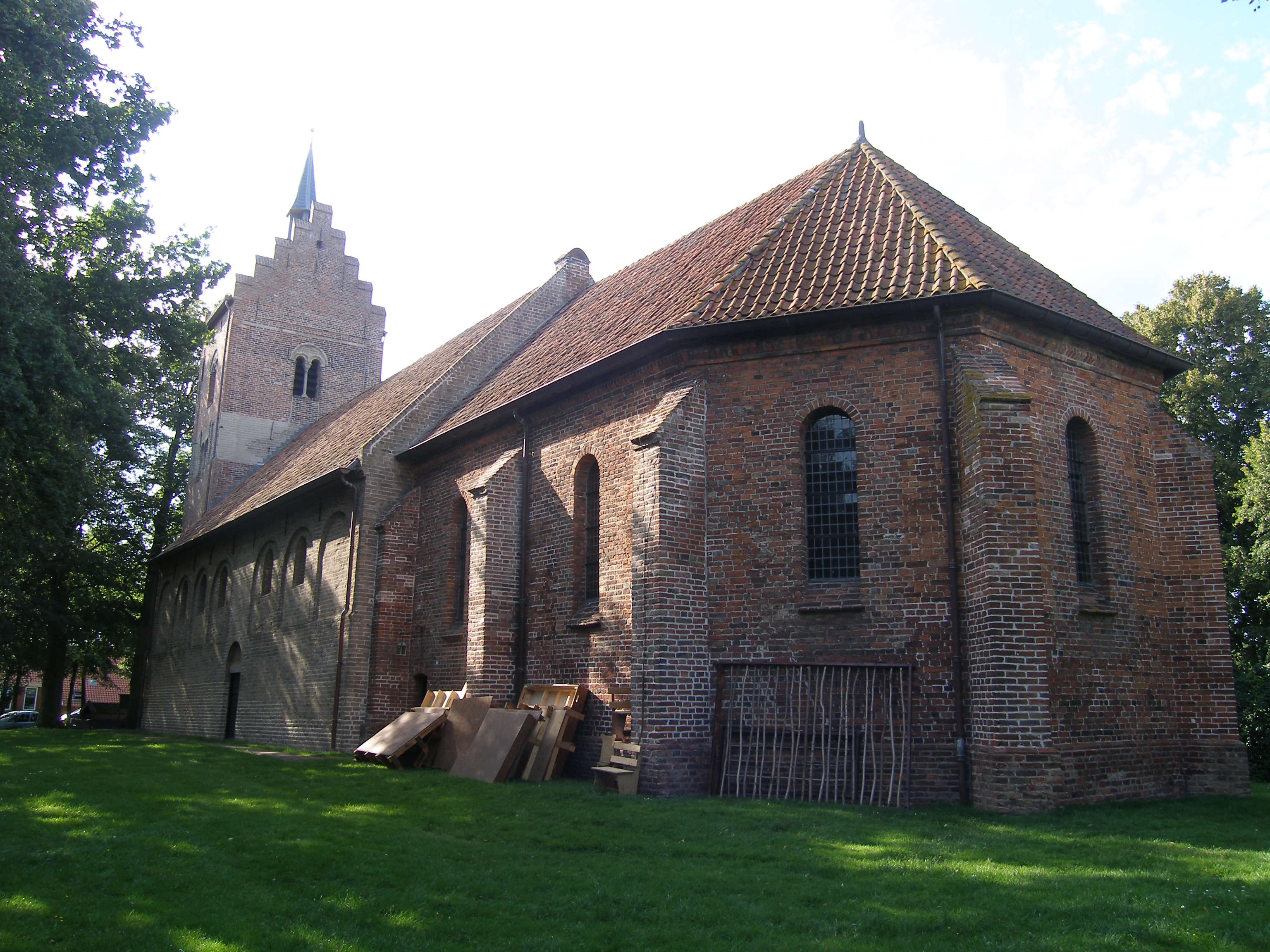
Anloo

Aardappelmeelfabriek (Gasselternijveen) - 
Achilles 1894 -
Achter 't Hout -
Achterste Erm -
ACV -
Albertdina - 
Altena -
Alteveer (De Wolden) -
Alteveer (Noordenveld) -
Menso Alting -
Amen -
Amerika -
Amsterdamsche Veld -
Amsterdamscheveld -
Henny van Andel-Schipper -
Anderen -
Angelslo - 
Anholt -
Anloo -
Annen -
Annerveenschekanaal -
Anreep -
Ansen -
Archeologisch Centrum West-Drenthe - 
Armweide -
Arriërveld -
Arriva -
Assen -
Station Assen -
Asserbos -
Asser Boys

## B

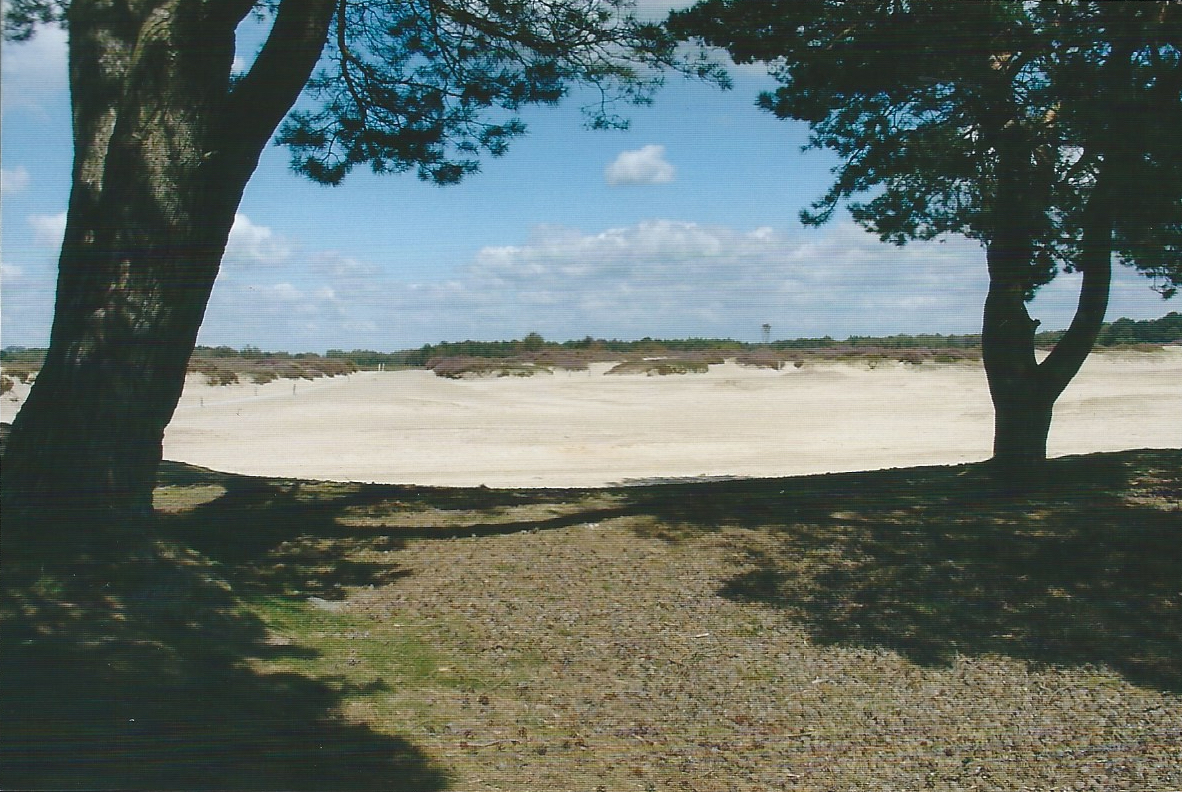
Balloërveld

Balinge -
Ballast - 
Balloo -
Balloërveld (natuurgebied) -
Balloërveld (plaats) -
Bareveld -
Barger-Compascuum -
Barger-Erfscheidenveen -
Barger-Oosterveen -
Barger-Oosterveld -
Bargeres - 
Bargermeer - 
Bargerveen -
Bartje - 
Batinge - 
Bazuin - 
Relus ter Beek -
beelden in Assen - 
Beek -
Beilen -
Beilerstroom -
Beilervaart -
Beilervaart (plaats) -
Benderse - 
Benneveld - 
Berend Botje -
Berghuizen - 
Bethelkerk (Assen) -
Bethesdaziekenhuis (Hoogeveen) - 
Bezoekerscentrum Dwingelderveld - 
Bisschopsberg -
Blauwe Meer -
Blijdenstein (De Wolden) - 
Bloemberg -
De Bloemert -
Blue Devils - 
Boermarke -
Boermastreek -
Bonnerveen - 
Boô - 
Harm Boom -
Boomkroonpad -
boot van Pesse -
Borger -
Borger-Odoorn -
Boschoord - 
Bosje - 
Boswachterij Anloo -
Boswachterij Emmen -
Boswachterij Gieten-Borger -
Boswachterij Odoorn -
Boô -
Bourtangermoeras -
Bovensmilde -
Braamberg - 
Braampolder - 
Brink (Assen) - 
Brocades - 
Broek - 
Broekhuizen -
Bronneger -
Bronnegerveen -
Carry van Bruggen -
Brunsting - 
Bruntinge - 
Buinen -
Buinerveen -
Buitenhuizen - 
Bultinge -
Bunne -
Bunnerveen -
Busselte -
burgemeesters van Assen - 
burgemeesters van Emmen - 
burgemeesters van Hoogeveen - 
burgemeesters van Meppel

## C
Bertus ten Caat - 
Catharinakerk (Roden) - 
CJ2 Datatoren -
Clemenskerk (Havelte) - 
Coevorden -
Compascuum -
Cuby and the Blizzards

## D
D5 -
Dagblad van het Noorden -
Dalen -
Dalerpeel -
Dalerveen - 
Darp - 
De Arend (Coevorden) - 
De Bente - 
De Berk (Barger-Compascuum) - 
De Boezemvriend (molen) - 
De Braak - 
De Eendracht (Gieterveen) - 
De Groene Lantaarn - 
De Groeve -
De Haar (Assen) - 
De Haar (Coevorden) -
De Heidebloem -  
De Hilte - 
De Hondsrug - 
De Hoop (Norg) - 
De Hoop (Sleen) - 
De Hoop (Wachtum) - 
De Juffer - 
De Kapel (Emmen) -
De Kimme - 
De Kinkhorst - 
De Lariks - 
De Muzeval - 
De Stapel -
De Stip (Emmen) - 
De Stuw - 
De Tippe - 
De Vlindertuin - 
De Vluchtheuvel - 
De Wachter (Zuidlaren) - 
de Wijk -
De Wolden -
De Zulthe - 
Erik Dekker -
Delftlanden - 
Den Hool -
Dennenoord -
Deurze -
Diaconessenhuis -
Dickninge - 
Diependal -
Dierenpark Emmen - 
Diever -
Dieverbrug - 
Dieverderdingspel - 
Dijkhuizen - 
Herbert Dijkstra -
Dingspel -
Diphoorn -
Dobbe -
Dokterswoning (Frederiksoord) - 
Doldersum -
Donderdag Meppeldag - 
Donderen -
Doopsgezinde kerk (Assen) - 
Dorpsklanken -
Dorpsklok Gasselternijveen -
Klaas van Dorsten - 
DOS'46 - 
Dove Wander -
Drenthe -
Drentenieren -
Drenthepad -
Drents -
Drents krentenboompje -
Drents Museum - 
Drentse Fiets 4daagse -
Drentse Ouderen Partij - 
Drents hoen -
Drentsche Aa -
Drentsche Hoofdvaart -
Drentsche patrijshond -

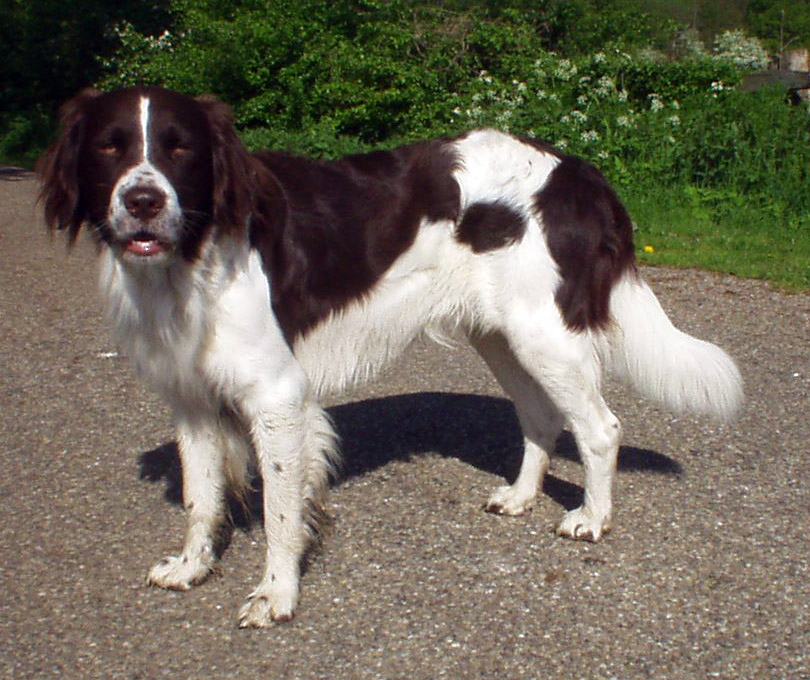
Drentse Patrijs

Drentse streekproducten en gerechten -
Stichting het Drentse Landschap -
Drentse Monden -
Drents-Friese Wold -
Drijber - 
Drogt - 
Drogteropslagen -
Bart FM Droog -
Droogbedcentrum - 
Drouwen -
Drouwenermond -
Drouwenerveen - 
Drouwenerzand (attractiepark) - 
Drouwenerzand (natuurgebied) - 
Drukkerijmuseum - 
DSM -
Dunningen (De Wolden) -
Dunningen (havezate) -
The Dutch Boys - 
Duvelskut - 
Dwingelderveld -
Dwingeloo -
Dwingeloo Radiotelescoop

## E
Echten - 
Huis te Echten -
Roelof van Echten - 
Echtenstein (Emmen) - 
Eelde -
Vliegveld Eelde -
Eelderdiep -
Eelderwolde -
Eemten - 
Een -
Een-West -
Eerste Dwarsdiep - 
Eerste Exloërmond -
De Eerste Steen - 
Ees -
Eesergroen -
Eeserveen - 
Eext -
Eexterveen -
Eexterveenschekanaal -
Eexterzandvoort -
Ekehaar -
Eldersloo - 
Eldijk - 
Eleveld -
Jan Egberts Eleveld -
Elim -
Ellert en Brammert -
Ellert en Brammertmuseum -
Ellertsveld -
Elsburger Onland - 
Emmen (gemeente) - 
Emmen (plaats) - 
Station Emmen -
Station Emmen Bargeres - 
Emmer-Compascuum -
Emmer-Erfscheidenveen -
Emmerhout - 
Emmermeer - 
Emmerschans (wijk) - 
Engeland (De Wolden) - 
Erica -
Erm -
Ermerveen -
Ermerzand -
Essent-toernooi -
Etstoel -
Europese kraanvogel -
Eursinge - 
Eursinge (Midden-Drenthe) - 
Exloërkijl -
Exloërveen -
Exloo

## F
Mient Jan Faber -
Fabriek (Wilhelminaoord) - 
FC Meppel - 
Fiets vierdaagse -
Fluitenberg -
Fochteloërveen -
Fort -
Foxel -
Foxwolde -
Frederiksoord -
Fries-Drentse oorlog -
Friese Veen

## G
Garminge -
Gasselte -
Gasselterboerveen -
Gasselterboerveenschemond -
Gasselternijveen -
Gasselternijveenschemond -
Gasteren -
Gasterse Duinen -
Gebroken Cirkel (Yde) -
Gedenksteen Schoonebeek -
Geelbroek -
Gees -
Geesbrug -
Geeuwenbrug -
Eelco Gelling -
Gemeentebelangen Hoogeveen e.o. -
Geopark de Hondsrug -

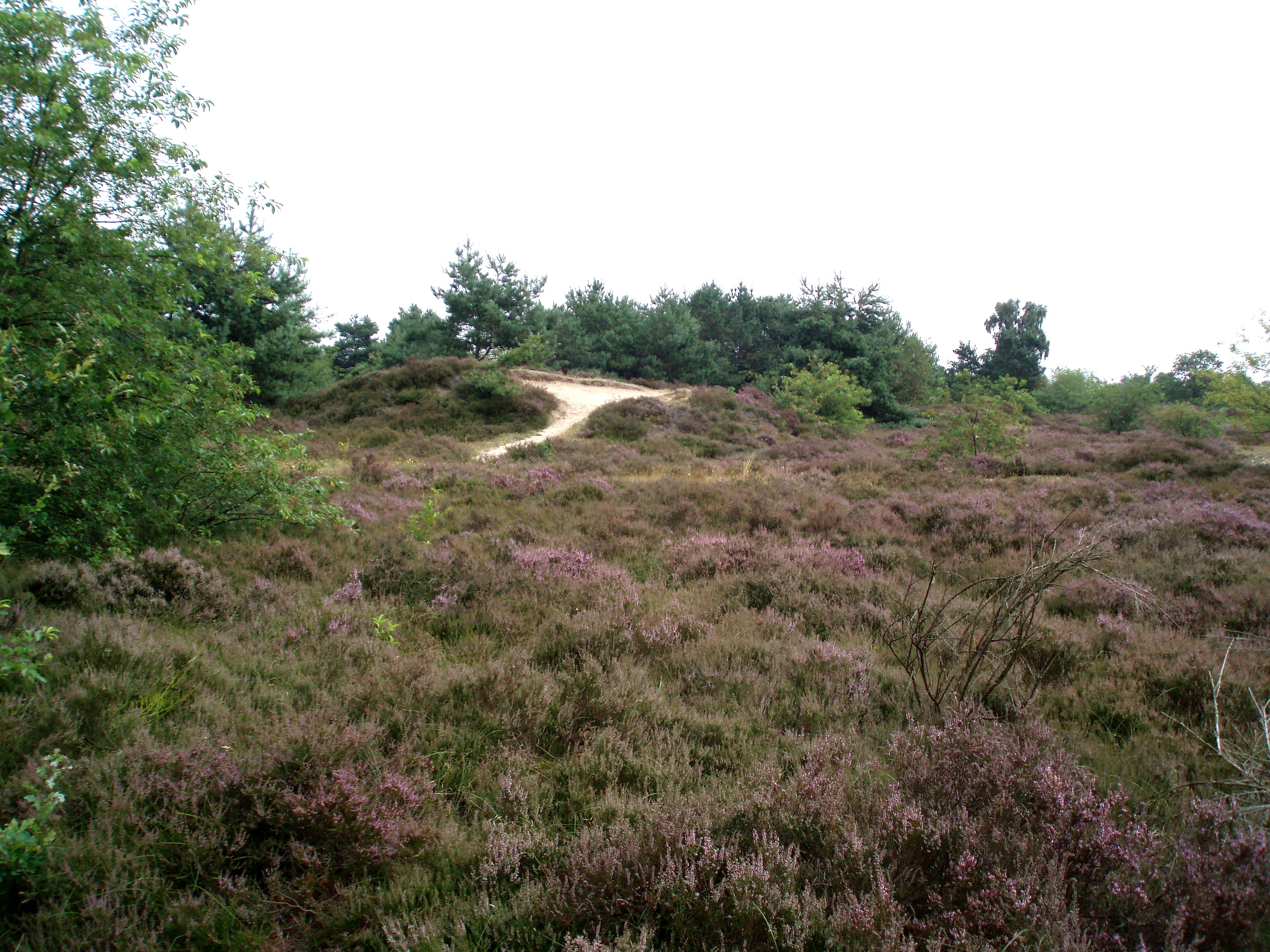
Gasterse Duinen

Gerard Adriaan van Swieten Tuinbouwschool -
Gevangenismuseum -
Gieten -
P+R Gieten -
Station Gieten -
Verkeersplein Gieten -
Gieterveen -
Gieterzandvoort -
Gijsselte -
Gijzeling provinciehuis Assen -
J.F.A. Göbel -
Gouden Pijl -
Grafmonument Daniella Elisabeth van Oosterhoudt -
Gratamahuis -
Grenszicht -
De Groeve -
Grolloo -
Groningen Airport Eelde -
Grote Kerk (Emmen) -
Grote Rietplas -
Gymnasium (Assen)

## H
Haakswold -
Haalweide - 
't Haantje -
Haantjeduin -
Havelte -
Havelterberg -
Havezate -
Havixhorst -
Hazewind (molen) - 
HC De Hondsrug - 
HC Hoogeveen - 
Hees - 
Lodewijk van Heiden -
J.B van Heutsz -
Hijken -
Hijkersmilde - 
Hijkerveld - 
Hoeve Koning Willem III - 
Hoeve Prinses Marianne - 
Hollandscheveld -
Holsloot -
Holthe - 
Hofstedehuis -
Hoge Linthorst - 
Hondsrug -
Hoogersmilde - 
Hoogeveen -
Hoogeveens Dagblad - 
Hoogeveense Cascaderun -
Hoogeveense Vaart -
Hooghalen - 
Hoornseplas - 
Hotel Frederiksoord - 
Huize Echten -
Huize Tetrode - 
hunebed -
Hunebedcentrum -
Hunsow -
Hunze -
Hunze en Aa's

## I
Internationaal Klompenmuseum Eelde - 
Industrieel Smalspoor Museum - 
IJzerkoekenoproer -
Instituut voor de Landbouw

## J
Gert Jakobs - 
Jacobskerk (Roderwolde) - 
Jan Pol - 
Jantina Hellingmolen - 
Jeneverbes -
Johannes Postkazerne - 
Joodse begraafplaats (Assen) - 
Joodse begraafplaats (Borger) - 
Joodse begraafplaats (Coevorden) - 
Joodse begraafplaats (Dalen) - 
Joodse begraafplaats (Gees) -
Joodse begraafplaatsen (Hoogeveen) - 
Joodse begraafplaats (Meppel) - 
Joodse begraafplaats (Smilde) - 
Joodse begraafplaats (Veenhuizen)

## K
Kaapbruggen - 
kamp Westerbork -
Kampsheide - 
Kano van Pesse - 
Kantongerecht Assen - 
Kantongerecht Emmen - 
Kantongerecht Hoogeveen - 
Kantongerecht Meppel - 
Kasteel van Coevorden - 
Kerk van Wilhelminaoord -
Kerkenveld -
Kibbelveen -
De Kiel -
Kiemhuis (Frederiksoord) - 
Hans Kinds - 
Kip Caravans -
Klazienaveen -
Klazienaveen-Noord -
De Kleibosch -
Klein Soestdijk -
Klaas Kleine -
Piet Kleine -
Kleine Rietplas -
Klijndijk -
Klooster - 
Cecilia Alberta Kloosterhuis - 
Kloosterkerk -
De Klosse - 
Kluivingsbos - 
Knapzakroute - 
Kniepertie -
Knooppunt Hoogeveen - 
Geert Kocks -
Koekange -
Koekangerveld -
Hendrik Koekoek -
Koepelkerk (Veenhuizen) - 
Kolderveen -
Kolderveense Bovenboer - 
De Kolk - 
Sjoerd Kooistra -
Korenmolen van Havelte - 
Martin Koster -
KP-Meppel - 
Kraloo - 
Kraloo - 
Krentjebrij -
Karsten Kroon

## L
Laaghalen - 
Laaghalerveen - 
Laarwoud -
Landgoed Kamps -
De Landschap Drenthe -
Langerak - 
De Lariks - 
Leekstermeer -
Leekstermeergebied -
Leeuwte -
Leggelderveld -
Leggeloo -
Lek -
Lhee - 
Lheebroek - 
Johannes van Lier - 
Lieveren -
Lieving - 
Lijst van Assenaren - 
Lijst van beelden in Meppel - 
Lijst van Emmenaren - 

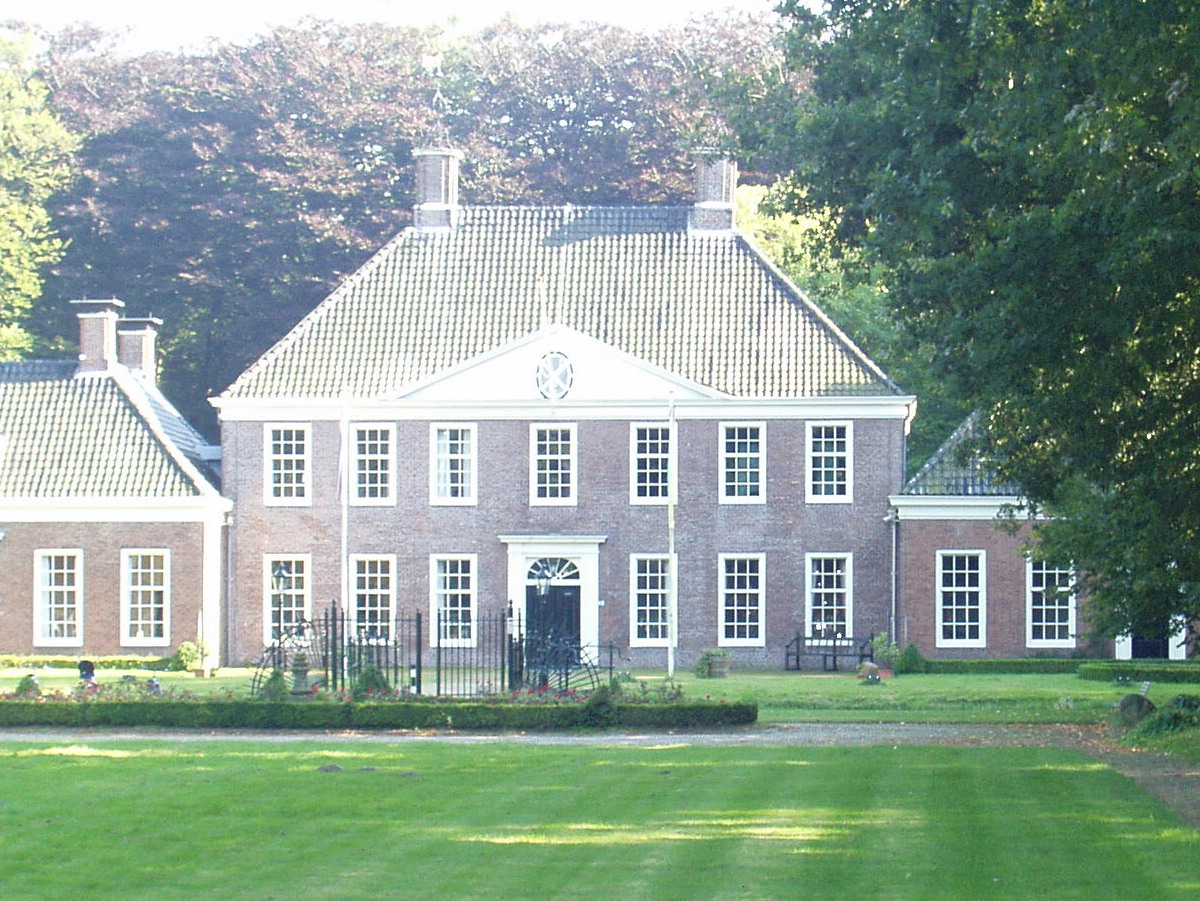
Laarwoud

Lijst van Joodse begraafplaatsen in Drenthe - 
Lijst van kastelen in Drenthe - 
Lijst van rijksmonumenten in Frederiksoord - 
Lijst van rijksmonumenten in Veenhuizen (Noordenveld) - 
Lijst van rijksmonumenten in Weerdinge - 
Lijst van rijksmonumenten in Wilhelminaoord - 
lijst van voormalige gemeenten in Drenthe -
Lijst van windmolens in Drenthe - 
Linde (De Wolden) - 
Hans Linthorst Homan - 
Jan Tijmens Linthorst Homan - 
Johannes Linthorst Homan (1758-1847) - 
Johannes Linthorst Homan (1825-1876) - 
Johannes Linthorst Homan (1844-1926) - 
Daniël Lohues -
Lohues & the Louisiana Blues Club - 
De Lokkerij -
Loon -
Lubbinge - 
Luchtwachttoren 7Z3 - Schoonebeek - 
Lunssloten - 
Lutke's Meule -
Lutterhoofdwijk

## M
Maatschappij van Weldadigheid -
Hanja Maij-Weggen -
Mantingerveld -
Marwijksoord - 
Matsloot (buurtschap) -
Matsloot (streek) -
Meisje van Yde - 
Mensinge -
Meppel -
Station Meppel -
Meppel AZ - 
Meppelerdiep - 
Meppeler Courant -
Meppeler Hockey Vereniging - 
Meppeler Sport Club - 
Meppen -
Albert Metselaar -
MHC Roden - 
Middelveen - 
Middendorp -
Midden-Drenthe -
Middenveld (dingspel) -
Midlaren -
Millennium Transportation International -
molen Grenszicht - 
Molen van Makkum - 
Molen van Rolde - 
Molen van Vledder - 
Monumenten op de Joodse begraafplaats (Assen) - 
Mooi Wark - 
Motorclub Assen en Omstreken - 
Munitiecomplex (Veenhuizen) - 
Harry Muskee -
Museum De 5000 Morgen -
Museum De Buitenplaats -
Museum De Koloniehof - 
Museums Vledder -  
De Muzeval

## N
N33 -
N34 -
Jan Naarding -
NAM-vijver - 
Hendrik Jan Nassau - 
Dr. Nassaulaan (Assen) - 
Nationaal beek- en esdorpenlandschap Drentsche Aa -
Nationaal Landschap Drentsche Aa - 
Nationaal Park Drents-Friese Wold - 
Nationaal Park Dwingelderveld - 
Nedersaksisch -
Arno Nicolaï -
Nietap -
Nieuw-Amsterdam -
Nieuw Annerveen -
Nieuw-Balinge -
Nieuw-Buinen -
Nieuw-Dordrecht -
Nieuw Moscou -
Nieuw-Roden -
Nieuw-Schoonebeek -
Nieuw-Weerdinge -
Nieuwediep -
Nieuwe Krim -
Nieuweroord -
Nieuwlande -
Nieuwsblad van het Noorden -
't Nije Hemelriek -
Nijensleek -
Nijentap - 
Nijeveen -
Nijeveense Bovenboer -
Nijlande - 
Nivonpad -
Nolde - 
Noodbegraafplaats Nieuw-Schoonebeek -
Nooitgedacht (Aa en Hunze) - 
Nooitgedacht (Veenoord) - 
Noord-Sleen -
Noord-Willemskanaal -
Noordbarge -
Noordenveld (dingspel) - 
Noordenveld (Norg) - 
Noordenveld (waterschap) -
Noorder Dierenpark -
Noorderbegraafplaats (Assen) - 
Noorderkerk (Nieuw-Amsterdam) -
Noorderzijlvest - 
Noordenveld -
Noordoosterlocaalspoorweg-Maatschappij - 
Noordscheschut -
Noordsche Veld -
Norg -
Norgervaart (plaats) -
Norgervaart (watergang) -
Notenschieten

## O
Odoorn -
Odoornerveen -
Ol Eel -
Oldendiever - 
Ontvangershuis -
Oorlogsmonument Borger - 
Oosteinde -
Oosterhesselen -
Oostermoer - 
Oosterse Bos -
Oostervoortsche Diep -
Oosterwijk - 
Hendrik Jan Oosting - 
Jan Haak Oosting - 
Openluchtmuseum - 
Oranje -
Oranjebank -
Oranjedal -
Oranjedorp -
Oranjekanaal -
Orvelte -
Oshaar - 
Ossesluis - 
Oud Annerveen -
Oud Veeningen - 
Oudemolen - 
Oude Willem - 
Overcinge - 
Overcingel

## P
Paardelanden - 
Padhuis - 
Paiser Meul - 
Papeloze kerk -
Papenvoort - 
Parc Sandur -
Paterswolde -
Peest - 
Peize -
Peizerdiep -
Peizer- en Eeldermaden -
Peizermaden - 
Jan Pelleboer -
Arja Peters -
Pesse -
Philips in Noord-Nederland -
Pieperij - 
Pikveld - 
Pinetum Ter Borgh -
Plaggenhut -
Pompgebouw-trafohuis Matsloot -
Poolshoogte -

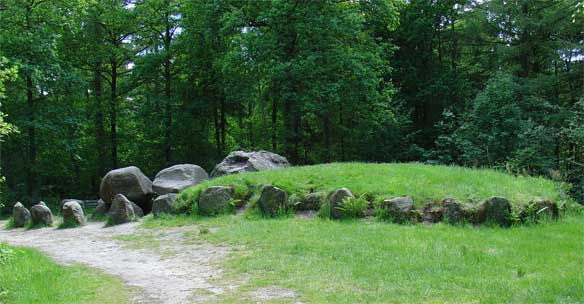
Papeloze kerk

Post- en Telegraafkantoor (Assen) - 
Prins Bernhardhoeve -
Prinses van Zweeloo - 
Provinciaal gedenkteken (Drenthe) - 
Provinciale monumenten -
Provinciale weg 34 -
Provinciale weg 371 - 
Provinciale weg 374 - 
Provinciale weg 375 - 
Provinciale weg 379 - 
Provinciale weg 381 - 
Provinciale weg 382 - 
Provinciale weg 391 - 
Provinciale weg 863 - 
De Punt

## R
RCN de Noordster - 
Reest - 
Reest en Wieden - 
Regiovisie Groningen-Assen -
Rengers -
Wiardus Rengers Hora Siccama -
Roel Reijntjes -
Rhee -
Rheebruggen - 
Dick Rienstra - 
Rietlanden -

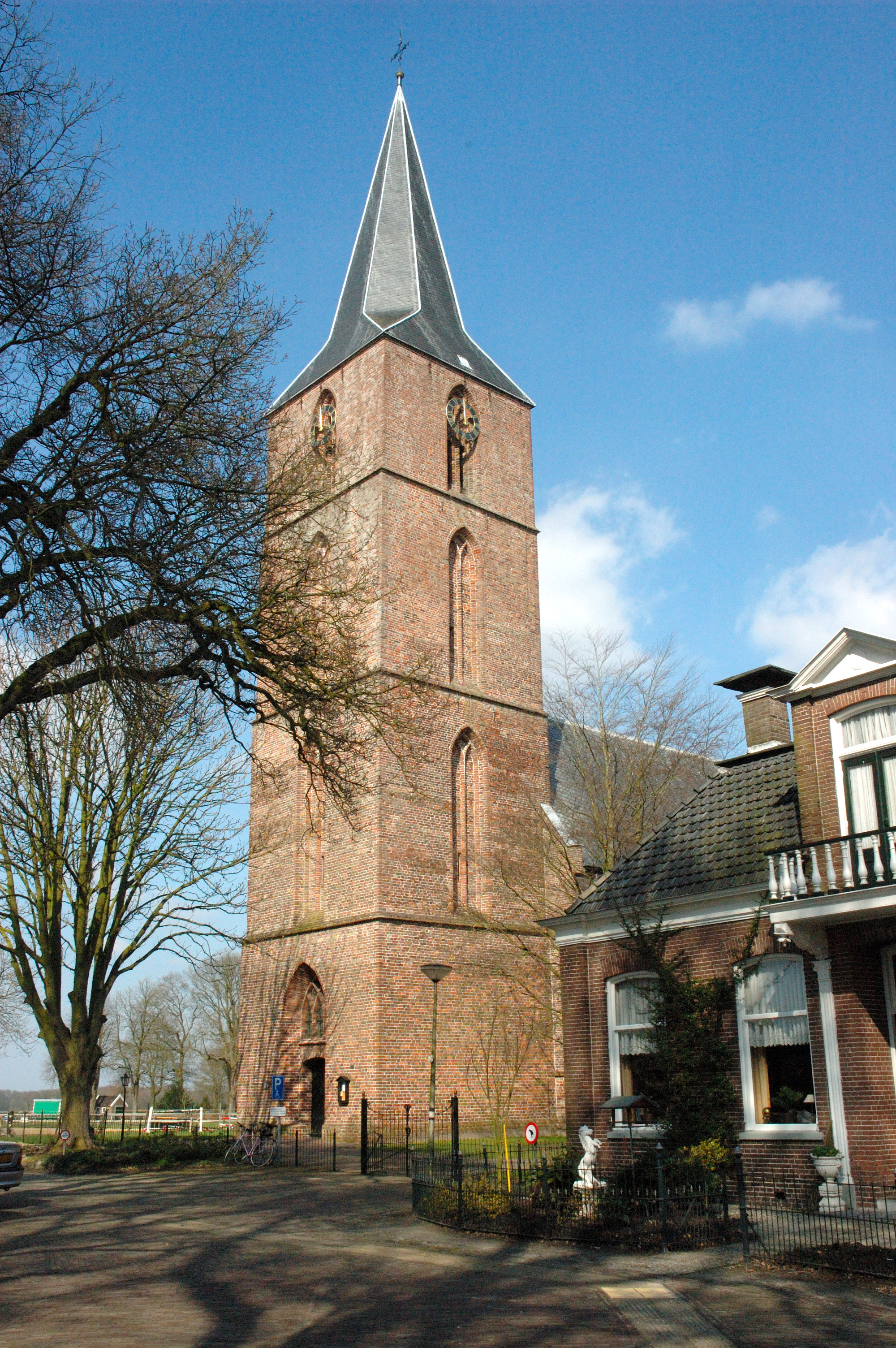
Rolde

Rijks Hogere Burgerschool (Assen) - 
Categorie:Rijksmonument in Drenthe - 
Rijksweg 28 -
Rijksweg 32 -
Rijksweg 37 - 
Roden - 
Roderesch -
Roderwolde -
Roekebosch -
Willem Roelfsema - 
Louis Albert Roessingh - 
Rogat -
Rolde -
Rolderdingspel -
Ronde van Drenthe -
RONO -
Roswinkel -
RTV Drenthe -
Ruinen -
Ruinerweide -
Ruinerwold -
Runde -
Rustoord I - 
Rustoord II

## S
Sandebuur -
Suze Sanders -
Hindericus Scheepstra -
Scheper Ziekenhuis - 
Schieven - 
Schipborg -
De Schiphorst - 
School (Wilhelminaoord) - 
Schoonebeek -
Schoonebeker Diep -
Schoonloo -
Schoonoord -
Schottershuizen - 
Schrapveen - 
Schreierswijk -
Schuilingsoord -
Egbert Schuurman -
Semslinie -
Siepel - 
Sint-Margaretakerk (Norg) - 
Skik -
Slag bij Ane -
Sleen -
Albert Smallenbroek - 
Jan Smallenbroek - 
Harm Smeenge - 
Smilde -
Koen Smit -
Abraham Martinus Sorg - 
Speelstad Oranje - 
Spier (Drenthe) - 
Spijkerboor -
Stad en Esch - 
Station Assen - 
Station Coevorden -
Station Dalen -
Station Dalerveen -
Station Emmen Bargeres -
Station Emmen Zuid - 
Station Hoogeveen - 
Station Meppel - 
Station Nieuw Amsterdam - 
Station Weerdinge -
Steden en dorpen - 
Steenbergen (De Wolden) -
Albert Steenbergen -
Steenwijksmoer -
Sterk Lokaal -
Sterk Meppel - 
molen de Sterrenberg -
Sticht Utrecht -
Stichting Drentse Taol -
Stieltjeskanaal -
stip -
Stijfveen -
Stopplaats Nijeveen - 
Struikberg - 
Stuifzand - 
Petrus Johannes van Swinderen - 
Synagoge (Assen) - 
Synagoge (Emmen) - 
Synagoge (Veenhuizen)

## T

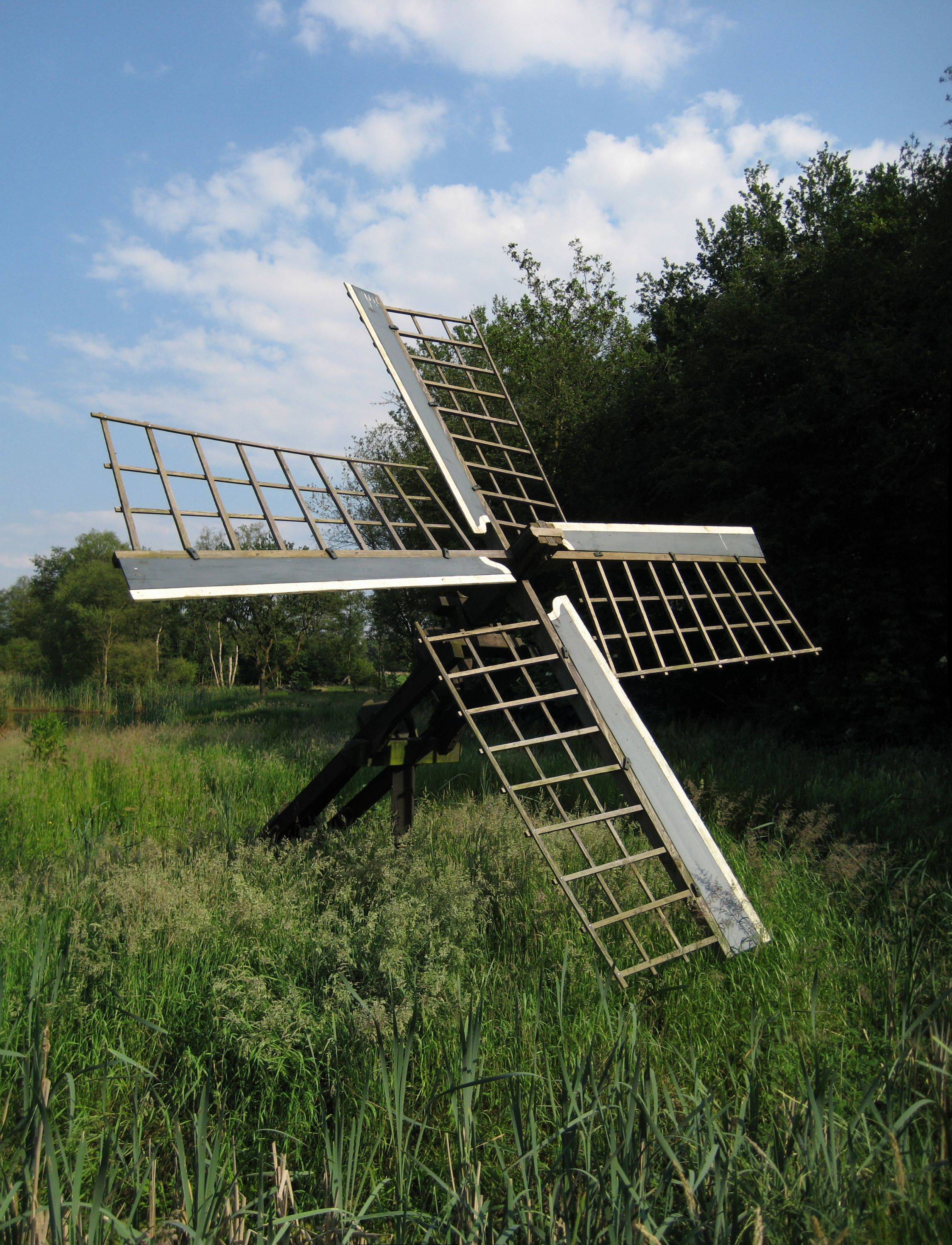
Tjasker Meestersveen

Taarlo - 
Tabel van gemeenten in Drenthe - 
John Talen -
Telegraafkantoor (Assen) -
Ten Arlo - 
Ter Aard -
Ter Borch -
Terheijl - 
Theater Hofpoort - 
Tiendeveen -
Harm Tiesing - 
Tjasker Bollenveen - 
Tjasker Grolloo - 
Tjasker Meestersveen - 
Tjassensverlaat - 
Toeristisch Informatie Punt - 
Torenveen -
Treinkaping bij De Punt -
Treinkaping bij Wijster -
Trommelslager - 
TT Assen -
Tweede Dwarsdiep - 
Tweede Exloërmond -
Tweede Valthermond - 
Tynaarlo -
gemeente Tynaarlo

## U
Ubbena -
Uffelte -
Jan Uilenberg -
Univé Stadion -
Utopolis Emmen

## V
Valthe -
Valtherblokken -
Valthermond -
VAM -
Van Coeverden - 
Van der Feltzpark -
Jan Vayne - 
veen -
Veendijk (Westerveld) - 
Veenhof -
Veenhuizen (Coevorden) - 
Veenhuizen -
Veenhuizen (gevangenis) - 
Veeningen - 
Veenkolonie -
Veenlijk - 
Veenoord - 
Veenpark - 
Ronny Venema -
Peter van der Velde - 
Verkeerspark Assen - 
Verzetsmonument Coevorden - 
Verzetsmonument Hoogeveen - 
Verzetsmonument Zuidlaren - 
Verzorgingsplaats Lageveen - 
Verzorgingsplaats De Mussels - 
Verzorgingsplaats Panjerd - 
Verzorgingsplaats Peelerveld -
Verzorgingsplaats Smalhorst - 
Verzorgingsplaats Zeyerveen - 
Villa Aschwing - 
vlag -
Vledder -
Vledder Aa -
Vledderveen -
Vlieghuis - 
vliegveld Hoogeveen -
De Vlijt (Diever) -
De Vlijt (Meppel) -
De Vlijt (Zuidwolde) -
Vosbergenspelling - 
Vries -
Anne de Vries -
M. de Vries Azn. -
Vriezermarkt -
Vriezerpost -
Vuile Riete - 
VV Dalen

## W
Waardeel -
De Wachter -
Wachtum -
Wakker Emmen -
Wapen van Drenthe -
Wapen van Meppel - 
Wapen van Nijeveen - 
Wapserveen -
Wateren -
Watertorens: Assen (Troelstralaan en Rolderstraat), 
Coevorden,
Hoogeveen,
Meppel,
Zuidlaren -
Weerdinge -
De Weert -
Weerwille - 
Weijerswold -
Weiteveen -
Wemmenhove - 
Westdorp -
Westeinde - 
Westenesch -
Westerbeek (huis) - 
Westerbeeksloot (landgoed) - 
Westerbork -
kamp Westerbork -
Westerbork Synthese Radio Telescoop -
Westerse Bos -
Westerveld -
Wezup - 
Wezuperbrug -
de Wieker Meule -
Suzan van der Wielen -
de Wijk -
Wijken en buurten in Emmen - 
Wijster - 
Wildlands Adventure Zoo Emmen - 
Wilhelmina Ziekenhuis Assen - 
Wilhelminaoord -
Wilhelminapark - 
Windmotor Fort -
Windmotor Kolderveense Bovenboer -
Windmotor Peize -
Witte Huis (Assen) -
Wittelte - 
Witten -
Witteveen (Midden-Drenthe) -
Witteveen (De Wolden) - 
Wold Aa -
Wold en Wieden - 
De Wolden -
Woldzigt - 
Woontoren Emmerhout

## X Y Z
Yde -
De Zaandplatte - 
Zandberg -
Zandpol -
Zeegse -
Zeelandstreekje -
Zeijen -
Zeijerveen -
Zeijerveld -
Zeldenrust - 
Albert Zoer -  
Zorgvlied - 
Zuidbarge -
Zuiderbegraafplaats (Assen) - 
Zuiderkerk (Assen) -
Zuiderkerk (Emmen) -
Zuidlaardermarkt -
Zuidlaardermeer -
Zuidlaarderveen -
Zuidlaren -
Zuidveld - 
Zuidvelde - 
Zuidwolde -
De Zwaluw (Hoogeveen) - 
De Zwaluw (Oudemolen) - 
Zwartemeer -
Zwartendijksterschans -
Zweeloo -
Zwerfsteenpad -
Zwiggelte - 
Zwinderen
Drenthe van A tot Z · Flevoland van A tot Z · Friesland van A tot Z · Gelderland van A tot Z · Groningen  van A tot Z · Limburg (Nederland) van A tot Z · Noord-Brabant van A tot Z · Noord-Holland van A tot Z · Overijssel van A tot Z · Utrecht van A tot Z · Zeeland van A tot Z · Zuid-Holland van A tot Z

Nederland · provincies